# Екологічна освіта
Екологічна освіта (англ. environmental education) — це організовані зусилля для вивчення особливостей функціонування природних середовищ та, зокрема, здатності людини керувати поведінкою й екосистемами для сталого розвитку та життя.
Екологічна освіта орієнтується на критичне мислення, розв'язання задач та навички ефективного прийняття рішень. Така освіта використовує процеси, які залучають студентів до спостереження, вимірювання, класифікації, експериментування, що допомагають в обговоренні, виведенні, прогнозуванні та інтерпретації даних про екологічні проблеми.
Серед узагальнювальних розділів сучасної екології (біоекологія, геоекологія, техноекологія) нині головна роль належить соціоекології. Саме в цьому блоці екологічних наук зосереджені такі напрями, як екологічна освіта, екологічна культура, екологічне право, урбоекологія, екологічний менеджмент, економіка природокористування й, насамкінець, локальна, регіональна та глобальна екополітика.
Організація Об'єднаних Націй з питань освіти, науки і культури (ЮНЕСКО) стверджує, що екологічна освіта є життєво важлива для передачі властивої поваги до природи серед суспільства і в підвищенні суспільної екологічної свідомості. ЮНЕСКО підкреслює роль EO у забезпеченні майбутнього розвитку та якості життя шляхом охорони довкілля, подолання бідності, мінімізацію нерівності та забезпечення сталого розвитку.

## Основні аспекти
Екологічна освіта спрямована на:
1. Взаємодію з усіма верствами населення;
2. Критичне, етичне та креативне мислення при оцінюванні екологічних проблем;
3. Створення виважених суджень про екологічні проблеми;
4. Розвиток навичок та здатності до самостійних і колективних дій для підтримки та поліпшення стану довкілля;
5. Підвищення оцінювання довкілля; в результаті поведінки, що позитивно впливає на довкілля.

## Суміжні дисципліни
Екологічна освіта перетинається з кількома іншими дисциплінами, зокрема:
- Громадянська наука спрямована на досягнення наукових та екологічних результатів, шляхом залучення громадськості до збору даних за допомогою відносно простих протоколів, як правило, з місцевостей протягом тривалого періоду (Bonney et al., 2009).

- Освіта для сталого розвитку (англ. Education for Sustainable Development) прагне переорієнтувати освіту для розширення можливостей осіб, щоб зробити обґрунтовані рішення для екологічної цілісності, соціальної справедливості та економічної життєздатності, як для нинішніх, так і для майбутніх поколінь, поважаючи культурне розмаїття (UNESCO, 2014b).

- Освіта про зміну клімату (англ. Climate Change Education) забезпечує розуміння громадськості про зміни клімату, їхні наслідки й проблеми, щоб обмежити масштаби зміни клімату та реагувати на небезпеки (Beatty, 2012).

- Наукова освіта (англ. Science Education) зорієнтована на забезпечення знань та навичок, розвиток інноваційної думки в суспільстві (Wals et al., 2014).

- Освіта на відкритому повітрі (англ. Outdoor Education) ґрунтується на припущенні, що навчання на відкритому повітрі сприяє вдячності природі, в разі чого формується про-екологічна свідомість і дії (Clarke & Mcphie, 2014).

- Навчання на практиці / навчання на досвіді (англ. Experiential education) це процес, за допомогою якого учень формує знання, вміння та цінності від безпосереднього досвіду (AEE, 2002, p. 5) Навчання на практиці можна розглядати як процес, і як спосіб знаходження ідеї та навичок, пов'язаних із екологічною освітою (ERIC, 2002).
- Навчання, що базується на садівництві (англ. Garden-based learning) навчальна стратегія, яка використовує сад як навчальний посібник. Вона складається з програм, заходів та проектів, в яких сад є основою комплексного навчання.

Хоча кожна з цих дисциплін має свої цілі, все ж частково вони перетинаються з цілями й філософією екологічної освіти.

## Історія розвитку
Першопочатки екологічної освіти можна відстежити з початку XVIII століття, коли Жан-Жак Руссо наголошував на важливості освіти, яка зосереджена на довкіллі в своєму трактаті «Еміль, або Про виховання». Декількома роками пізніше, Луї Агасіс, швейцарець за походженням, що сповідував філософію Руссо, заохочував студентів до «вивчення природи, а не книжок». Ці дві впливові програми допомогли започаткуванню чітких екологічно-навчальних програм з вивчення природи, котрі з'явилися наприкінці XIX — початку XX століття.
Сучасний рух екологічної освіти, що почав розвиватися в кінці 1960-х і початку 1970-х, виникає з вивчення природи та освіти задля збереження ресурсів. Люди почали побоюватися радіаційних опадів, значного забруднення повітря, тож турбота громадськості про здоров'я та довкілля сприяли уніфікації такого явища як охорона довкілля.
Одна з перших статей про екологічне навчання як новий рух з'явилася в «Phi Delta Kappan» в 1969 році, автором якої став James A. Swan.
Визначення «екологічна освіта» вперше з'явилося в журналі «The Journal of Environmental Education» в 1969 році, автором якого є William B. Stapp, який став першим директором з екологічної освіти при ЮНЕСКО, а потім — Global Rivers International Network.
Врешті-решт, перший День Землі, що відбувся 22 квітня 1970 року — національне навчання про екологічні проблеми — заклав шлях до сучасного екологічно-освітнього руху. Пізніше, того самого року, президент Річард Ніксон прийнявакт про національну екологічну освіту, котрим було додано екологічну освітудо шкільної програми K-12.
В 1970 році була створена Національна Асоціація Екологічного навчання (зараз Північна Асоціація Екологічної освіти) задля покращення екологічної грамотності шляхом надання ресурсів вчителям та просування екологічних навчальних програм.
На міжнародному рівні екологічна освіта отримала визнання, коли на Конференція ООН із проблем довкілля в 1972 році у Стокгольмі було зроблено заяву про те, що екологічна освіта мусить бути використана як інструмент задля вирішення глобальних екологічних проблем. На підставі рекомендацій, вироблених вищезгаданою конференцією, ГА ООН тоді ж, у 1972, створила Програму ООН з довкілля (ЮНЕП) як орган ГА ООН, що здійснює нагляд за змінами стану довкілля, заохочує і координує міжнародне співробітництво у галузі охорони довкілля.
ЮНЕСКО та ЮНЕП створили три головні декларації, які становлять напрями екологічної освіти.

### Стокгольмська декларація (1972)
Міжнародний документ, прийнятий Конференцією ООН з проблем довкілля, що відбулася у Стокгольмі в 1972. Спрямована на мобілізацію зусиль міжнародного співтовариства у справі розв'язання проблем довкілля як на національному, так і міжнародному рівнях.
Складається з преамбули і 26 принципів. У преамбулі зафіксовано значення вказаних проблем і загальні завдання щодо їх вирішення. Вихідним принципом Декларації є принцип права людини на гідні «умови життя у довкіллі». Забезпеченню цього права має сприяти рекомендована державам і міжнародним організаціям система заходів охорони довкілля і раціонального використання природних ресурсів. До них належать: узгодження економічного і соціального розвитку з екологічними вимогами; налагодження належного управління процесами природокористування; запобігання заподіянню шкоди довкіллю; впровадження наук, засад в екологічну сферу тощо.
Декларація закріпила суверенне право держав користуватися власними природними ресурсами відповідно до національної екологічної політики, а також Статуту ООН і загальних принципів міжнародного права. Водночас, у документі сказано, що держави несуть відповідальність за те, щоб діяльність, здійснювана під їх юрисдикцією і контролем, не завдавала шкоди довкіллю інших держав або районам за межами дії національної юрисдикції (п. 21). У декларації 1972 зафіксовано також принцип міжнародного співробітництва держав з метою організації ефективного контролю, зменшення і усунення негативних впливів на довкілля (п. 24). Країни мають також сприяти підвищенню ролі відповідних міжнародних організацій у справі поліпшення якості довкілля (п. 25).

##### Белградська хартія (1975)
Белградська хартія була результатом Міжнародного семінару з екологічної освіти, який відбувся в Белграді, Югославія (нині Сербія) в 1975 році. Белградська хартія була написана на основі Стокгольмської декларації і визначає цілі, завдання та основні принципи екологічних освітніх програм. Хартія визначає аудиторію для екологічної освіти, яка становить основні верстви населення. Саме учасники цього семінару запропонували глобальну схему екологічної освіти. Відповідно до цієї схеми головною метою екологічної освіти має бути формування в населення планети усвідомлення того, що виникла життєво важлива глобальна проблема довкілля й усього, що з ним пов'язане, усвідомлення того, що довкіллям необхідно опікуватися й що для цього треба мати відповідні знання, досвід, уміння, мотивації та зобов'язання як для індивідуальної, так і для колективної роботи задля порятунку біосфери та запобігання майбутнім екологічним катастрофам.

###### Тбіліська декларація (1977)
Тбіліська декларація «одностайно визначила важливу роль екологічної освіти задля збереження і покращення всього довкілля у збалансованому розвитку громад світу». Тбіліська декларація оновлює та уточнює Стокгольмську декларацію та Белградську хартію, вмістивши нові цілі, завдання, особливості, і основні принципи екологічної освіти. Завдання й мету екологічної освіти було конкретизовано:
- сприяти чіткому усвідомленню того, що суспільство розвивається за тісних взаємозв'язків усіх природних і соціальних процесів;
- забезпечити кожній людині можливість здобути знання, право, досвід і умови їх реалізації, необхідні для захисту довкілля та його поліпшення;
- розробити нові алгоритми поведінки окремої людини, груп людей і суспільства як єдиного цілого стосовно довкілля.

## Екологічна освіта в США
Після 1970-х років, неурядові організації, які зосереджені на екологічній освіті, продовжують формуватися й розвиватися. Кількість вчителів, що впроваджують екологічну освіту в своїх класах, збільшилася, і рух отримав значну політичну підтримку. Рух вперед настав тоді, коли Конгрес США прийняв Національний закон про екологічну освіту в 1990 р., який передбачав створення Управління екологічної освіти в США, Агентство з охорони довкілля та дозволив EPA (Агентство з охорони довкілля) створити ініціативи з екологічної освіти на федеральному рівні. У Сполучених Штатах Америки попередниками екологічної освіти були природознавство, виховання для збереження й шкільні табори на природі. Вивчення природи поєднали академічний підхід з дослідженнями на відкритому повітрі (Roth, 1978). Виховання для збереження забезпечило поінформованість про зловживання природними ресурсами.

## Екологічна освіта в Україні
На сьогодні в Україні зволікають з прийняттям закону «Про екологічну освіту» (хоча проект Закону існує ще з 2002 року), розробленням та прийняттям Концепції освіти для сталого розвитку. Досі екологічна освіта України продовжує базуватись на засадах підходу до природи, як до невичерпного ресурсу без врахування катастрофічних наслідків такого підходу. А ці наслідки вже призвели до незворотних змін і потребують докорінної перебудови підходів до формування як загальних засад екологічної освіти, так і до підготовки «екологів-професіоналів» для всіх ланок і систем господарювання та забезпечення належного рівня техногенно-екологічної безпеки життєдіяльності.
На сучасному етапі реформування освіти має утвердитися нова позиція стосовно екологічної освіти, як до інструменту соціалізації індивідуума, його адаптації до життя в урбанізованому середовищі в умовах розвитку громадянського, інформаційного суспільства. Такий підхід до розуміння екологічної освіти дає змогу представити її як нову освітню галузь з надпредметними функціями, спрямованими на формування ціннісних орієнтацій ставлення до довкілля: природного і штучного — перетвореного людською діяльністю, та внутрішнього світу самої людини, її здоров'я, духовних і матеріальних потреб. Екологічна освіта повинна отримати статус стратегічної, масштабної, важливої пріоритетної галузі, з розширеним і оновленим змістом, формою та методами навчання.

## Пов'язані поняття
- Екологічне виховання
- Екологічна свідомість
- Екологічна безпека
- Екологічна культура
- Екологія людини
- Соціальна екологія
- Сталий розвиток
- Охорона природи
- Екологічна енциклопедія